# Dödlig lek
Dödlig lek (engelska: The Game) är en brittisk kriminaldramaserie vars första säsong hade premiär på Channel Five den 12 maj 2025. Första säsongen består av fyra avsnitt.

## Handling
Serien handlar om den pensionerade kommissarien Huw Miller som brottas med ett misstag som gjorde att den ökände Ripton-stalkern kunde komma undan. När Patrick Harbottle flyttar in i ett hus på Millers gata väcks hans misstankar. Kan Harbottle vara mannen som en gång kom undan?

## Rollista (i urval)
- Jason Watkins - Huw Miller
- Robson Green -  Patrick Harbottle
- Sunetra Sarker - Alice Miller
- Indy Lewis - Margot Miller